# SMS Hindenburg
Pour les articles homonymes, voir Hindenburg.
Le SMS Hindenburg fut un croiseur de bataille de la classe Derfflinger de la Marine impériale allemande pendant la Première Guerre mondiale. Dernier croiseur de bataille allemand à entrer en service (lancé en novembre 1917), il fut nommé en l'honneur de Paul von Hindenburg.
Construit au chantier naval impérial (Kaiserliche Werft) de Wilhelmshaven (Allemagne), le SMS Hindenburg est plus grand et plus rapide que ses sister-ships de la classe Derfflinger.
Il fit quelques sorties sans prendre part à des combats, bien qu'il ait porté la marque du vice-amiral Franz von Hipper. Après la guerre, comme beaucoup de navires allemands, le "Hindenburg" fut conduit à Scapa Flow, où il se saborda en juin 1919.

## Conception et caractéristiques
Le SMS Hindenburg fut construit en remplacement du croiseur protégé SMS Hertha de la classe Victoria Louise, qui fut retiré du service en novembre 1914 après une carrière de seize ans. 

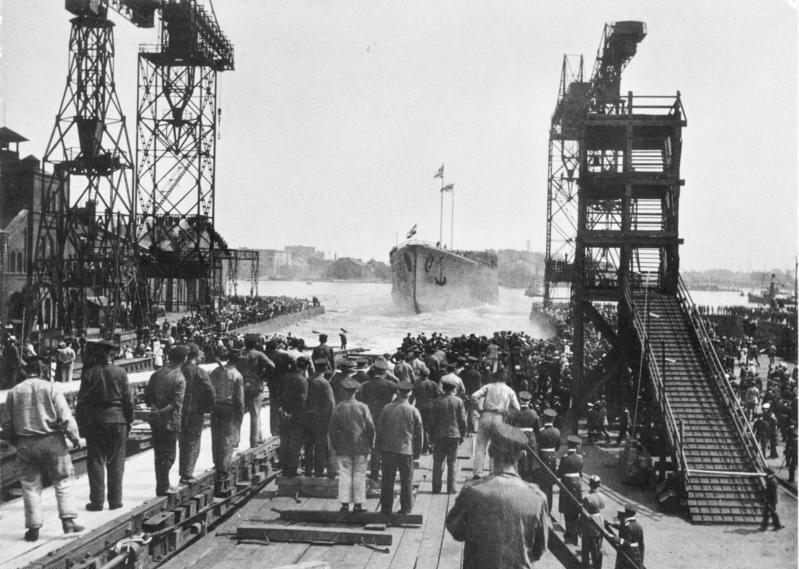
Le lancement du SMS Hindenburg, le 1er août 1915

Les quatre premiers « grands croiseurs » allemands construits en réponse aux croiseurs de bataille britanniques ont été dotés de canons de 280 mm disposés en quatre tourelles doubles, avec deux tourelles centrales en abord et en échelon, sur le SMS Von der Tann, ou avec une cinquième tourelle axiale arrière, sur la classe Moltke ou le SMS Seydlitz, alors que les plus récents croiseurs de bataille britanniques, la classe Lion, allaient porter cinq tourelles axiales au calibre de 343 mm. Il fut donc décidé, à l'été 1911, d'installer sur le « croiseur K » (qui devait devenir le SMS Derfflinger), et sur l'Ersatz Kaiserin Augusta (qui devint le SMS Lützow) puis, en 1912, sur l'Ersatz Hertha (le futur SMS Hindenburg), les canons de 305 mm, déjà utilisés sur les cuirassés allemands, depuis la classe Helgoland. Il fut choisi de les disposer en quatre tourelles doubles, superposées deux à deux à l'avant et à l'arrière. Sur la classe Derfflinger, les deux tourelles arrière, "Cæsar" et "Dora", étaient assez éloignées l'une de l'autre. 
Le dessin de la coque fut modifié, le gaillard d'avant, dont étaient dotés le SMS Von der Tann, la classe Moltke et le SMS Seydlitz, étant abandonné pour un pont principal flush deck, sur lequel était installée la batterie secondaire de 150 mm, toujours sous casemates, mais qui restait « humide » à grande vitesse par mer forte. Le blindage était en épaisseur identique à celui du SMS Seydlitz, 300 mm en ceinture, mais atteignait 270 mm sur les tourelles et 260 mm sur les barbettes de l'artillerie principale. 
La longueur des bâtiments était portée à 210 m, et le rapport longueur/largeur était de 7,24, contre 7,06 pour le SMS Seydlitz. La vitesse maximale au déplacement de combat était équivalente à celle du SMS Seydlitz. Les machines, comportant quatorze chaudières à charbon, et huit chaudières à mazout alimentant deux groupes de turbines entraînant quatre hélices, développaient 72 000 ch, (soit 9 000 ch de plus que pour les deux premières unités de la classe Derfflinger), pour un poids du système propulsif de 2 916 tonnes, soit un rapport poids/puissance de 46,3 kg/cv, meilleur que sur le HMS Tiger où il était de 54,4 kg/ch.

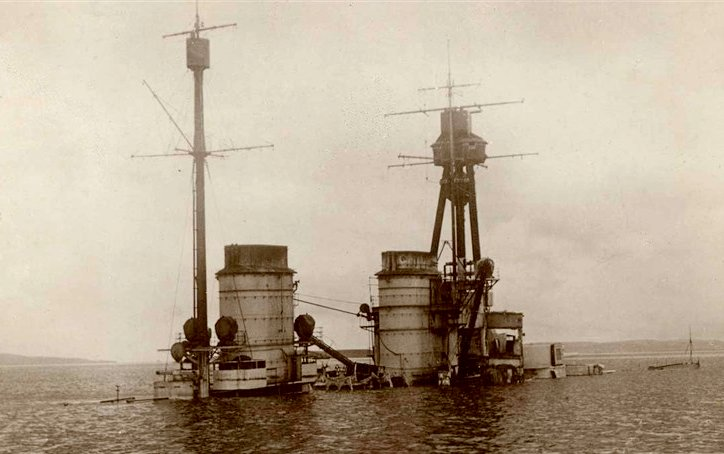
Le SMS Hindenburg sabordé à Scapa Flow

## Histoire
Le SMS Hindenburg a été construit aux Chantiers Impériaux de Wilhelmshaven, en quarante-sept mois, alors que le SMS Derfflinger l'avait été en trente-et-un mois, et le SMS Lützow en trente-sept ; le résultat de la bataille du Jutland oblige le Reich à modifier sa stratégie, remettant en cause le programme de construction de grands bâtiments de surface. À sa mise en service, le 10 mai 1917, presque un an après la bataille du Jutland, le vice amiral Hipper y mit sa marque, et il participa aux activités du 1er groupe de reconnaissance Hochseeflotte. Il a été présent notamment à la  seconde bataille de Héligoland, mais ne peut utiliser sa grosse artillerie contre les grands bâtiments britanniques.
Après l'armistice du 11 novembre 1918, il a été interné à Scapa Flow et y a été sabordé le 21 juin 1919 avec onze cuirassés, les quatre autres croiseurs de bataille, les huit croiseurs les plus modernes, et 25 destroyers. Ce fut le dernier des navires à être sabordé. Il a coulé en eaux peu profondes et est resté en place de nombreuses années. Plusieurs tentatives de renflouement furent faites sans succès, jusqu'à ce qu'il puisse être relevé en 1930. Il a été démantelé à Rosyth en Écosse,.

## Liste des commandants
- Mai 1917 - décembre 1917 : Kapitän zur See Johannes von Karpf
- décembre 1917 - janvier 1918 : Hans Eberius
- Février 1918 - décembre 1918 : Walther Hildebrand
- Janvier 1919 - juin 1919 : Fregattenkapitän Erich Heyden

### Sources
- (de)/(en) Cet article est partiellement ou en totalité issu des articles intitulés en allemand « SMS Hindenburg » (voir la liste des auteurs) et en anglais « SMS Hindenburg » (voir la liste des auteurs).